# Relations entre le Bangladesh et l'Égypte
Les relations entre le Bangladesh et l'Égypte désignent les relations bilatérales de la république populaire du Bangladesh et de la république arabe d'Égypte. Le Bangladesh et l'Égypte entretiennent des relations amicales. L'Égypte a un ambassadeur résident à Dacca, au Bangladesh, et le Bangladesh a un ambassadeur résident en Égypte. 

## Histoire

### Ancienne
Le sultan mamelouk Barsbay avait de bons liens avec d'autres dirigeants musulmans de son temps, en particulier Jalaluddin Muhammad Shah (en), le sultan du Bengale. Selon Al-Daw al-lami` li ahli al-Qarni al-Tasi d'Al-Sakhawi (en), le sultan mamelouk avait jadis reçu du sultan bengali une investiture, une robe d'honneur et une lettre de reconnaissance,. Le sultan bengali était mort avant que ses cadeaux ne puissent être envoyés à Barsbay. Son fils et successeur, Shamsuddin Ahmad Shah (en), avait légèrement retardé l'envoi mais avait néanmoins envoyé les cadeaux initiaux de son père tout en ajoutant d'autres cadeaux de son cru. Au total, le paquet valait plus de 12 000 tankas rouges et comprenait des vêtements, du coton, du gingembre, du myrobalan et d'autres épices. L'envoyé, qui se rendait du Bengale au Caire via l'océan Indien, a coulé alors qu'il se trouvait sur les côtes de Djeddah. En 1436, le gouverneur de Djeddah a envoyé des hommes pour chercher les cadeaux dans la mer Rouge et ils sont revenus avec les textiles, bien que les épices aient été endommagées par l'eau. Après que Barsbay en ait été informé par le gouverneur, il ordonna l'arrestation de tous les membres de l'ambassade du Bengale, la confiscation des marchandises de leur envoyé et leur interdit de se rendre à nouveau au Caire.

### Moderne
Le Bangladesh a envoyé des équipes médicales et du matériel en Égypte pour la guerre du Yom Kippour,. En 1974, l'Égypte, dirigée par le président Anouar El-Sadate, a fait don de 44 chars au Bangladesh, qui était dirigé par le Sheikh Mujibur Rahman. Ce sont les premiers chars reçus par l'armée bangladaise après que le Bangladesh soit devenu un pays indépendant en 1971. Ces mêmes chars ont été utilisés dans l'assassinat du Sheikh Mujibur Rahman. Le Bangladesh et l'Égypte sont tous deux membres de l'Organisation de la coopération islamique et de la Alliance militaire islamique.

## Relations économiques
L'Égypte et le Bangladesh sont tous deux membres du groupe des huit pays en développement. Le Bangladesh importe du coton d'Égypte pour son industrie du prêt-à-porter. En 2005, la société égyptienne de télécommunications Orascom a racheté Sheba Telecom, la société holding de l'entreprise de téléphonie cellulaire Banglalink (en). En 2013, il y avait 15 000 Bangladais en Égypte selon l'ambassade du Bangladesh sur place.